# Elendur
Elendur es un personaje ficticio del legendarium creado por el escritor británico J. R. R. Tolkien y cuya historia es narrada en la colección de relatos titulada Cuentos inconclusos de Númenor y la Tierra Media. Es un dúnadan de la isla y reino de Númenor, nacido en el año 3299 de la Segunda Edad del Sol como primogénito de Isildur y hermano de Aratan, Ciryon y Valandil. Era el hijo más querido por Isildur y gozaba de toda su confianza. 

## Historia
Elendur llegó a la Tierra Media tras escapar con su familia del hundimiento de Númenor, acontecido en el año 3319 S.E. Durante la Guerra de la Última Alianza contra el Señor Oscuro Sauron, acompañó y luchó junto a su padre durante toda ella, excepto en la expedición que éste hizo al monte Orodruin para arrojar el Anillo Único arrebatado a Sauron y que al final se quedó. 
En el año 2 de la Tercera Edad del Sol, cuando las tropas de Isildur fueron atacadas en lo que se conoció como el Desastre de los Campos Gladios, Elendur viendo que sus hermanos habían muerto y que sus soldados no podrían parar el ataque de los Orcos, aconsejó a su padre que huyera y llevara el Anillo a Rivendel. Elendur murió finalmente a manos de los Orcos y su escudero, llamado Estelmo, fue encontrado debajo de su cuerpo y fue uno de los tres supervivientes del ataque, junto con Ohtar, el escudero de Isildur, y otro soldado.

## Etimología
El nombre de Elendur está compuesto en la lengua quenya, como era natural entre los Fieles en Númenor, y más si cabe entre los descendientes de los Señores de Andúnië, como era Elendur al ser bisnieto de Amandil, el último Señor. El nombre puede recibir distintos significados dependiendo del uso de los términos que lo forman: 
- Elen : significa literalmente «estrella», pero es un término usado también para hacer referencia a los elfos que fueron llamados Eldar ("El Pueblo de las Estrellas").
- -ndur : también como -ldur, es un sufijo que denota servidumbre, por lo que se puede traducir como «sirviente de».

Así el nombre puede significar «sirviente de las estrellas» o «sirviente de los elfos».